# Eutetranychus maximae
Eutetranychus maximae är en spindeldjursart som beskrevs av Nassar och Ghai 1981. Eutetranychus maximae ingår i släktet Eutetranychus och familjen Tetranychidae. Inga underarter finns listade i Catalogue of Life.